# Cerocida
Cerocida là một chi nhện trong họ Theridiidae.

## Hình ảnh